# Sepsis aequipilosa
Sepsis aequipilosa är en tvåvingeart som beskrevs av Oswald Duda 1926. Sepsis aequipilosa ingår i släktet Sepsis och familjen svängflugor.
Artens utbredningsområde är Madagaskar. Inga underarter finns listade i Catalogue of Life.